# Nordamerikanebel
Nordamerikanebel (auch NGC 7000 genannt) ist die Bezeichnung eines diffusen Gasnebels im Sternbild Schwan am Nordsternhimmel.
Seinen Namen erhielt der Nebel aufgrund seiner Form, die an eine Landkarte des nordamerikanischen Kontinents erinnert. Am Himmel ist der Nebel mit 120 mal 100 Bogenminuten sehr ausgedehnt (der Vollmond hat einen Durchmesser von ca. 30'). Er ist relativ einfach zu finden, da er sich etwas östlich des hellen Sterns Deneb (α Cygni) im Schwan befindet.
Der Gasnebel ist zwischen 2.000 und 3.000 Lichtjahre entfernt (seine genaue Entfernung ist nur schwer zu bestimmen) und besteht überwiegend aus Wasserstoff, der teilweise in ionisierter Form (HII) auftritt und sichtbares Licht in Form von tiefroter Strahlung emittiert. Auf lang belichteten Fotografien erscheint der Nebel daher intensiv rötlich. Die Ionisationsquelle ist der O5V-Stern 2MASS J02551.25+435224.6.
Die visuelle Beobachtung des Nebels ist allerdings trotz seiner Gesamthelligkeit von 6 mag ziemlich schwierig. Man benötigt einen völlig dunklen, mondlosen Himmel, der durch keine künstliche Lichtquellen gestört wird. Der Nebel kann dann mit einem Prismenfernglas als diffuses Objekt wahrgenommen werden.
Der Nordamerikanebel wurde im Jahre 1786 von William Herschel entdeckt. Im Jahre 1891 beobachtete Max Wolf an seiner privaten Sternwarte in Heidelberg den Nebel mit seinem 6"-Doppelastrografen. Die Beobachtung war eine der ersten mit Hilfe der Astrofotografie.

## Lage

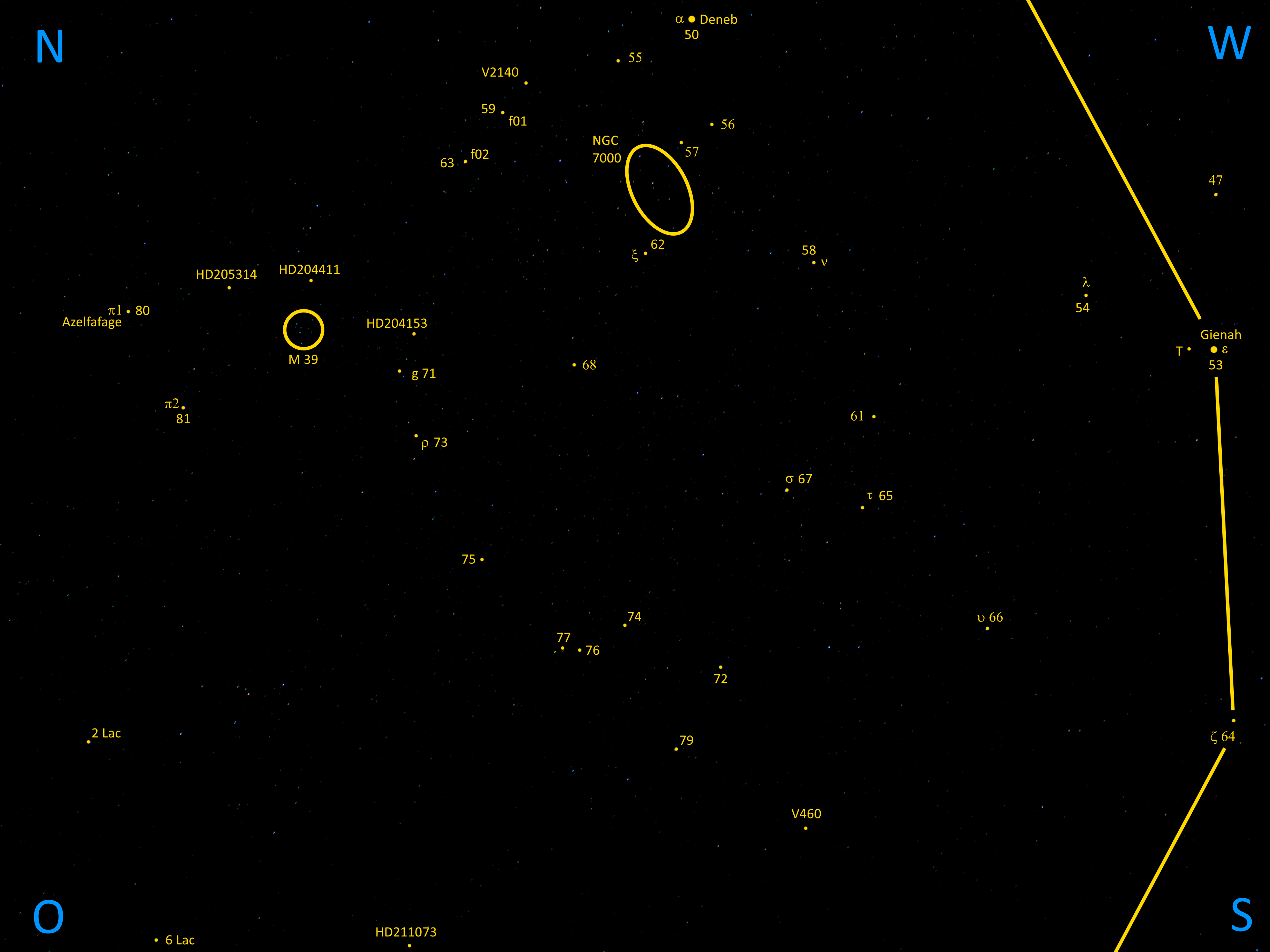
Lage des Nordamerikanebels (NGC 7000) im Sternbild Schwan zwischen dem Sternhaufen Messier 39 und Deneb

Der Nordamerikanebel liegt östlich des hellsten Sterns Deneb im Schwanz des Sternbilds Schwan. Er befindet sich zwischen den Sternen Nummer 57 und Nummer 62 ({\displaystyle \xi }) des Sternbilds Schwan.